# Megazosteria nigrolutea
Megazosteria nigrolutea är en kackerlacksart som beskrevs av M. Josephine Mackerras 1966. Megazosteria nigrolutea ingår i släktet Megazosteria och familjen storkackerlackor. Inga underarter finns listade i Catalogue of Life.